# Bataille de West Point
Guerre de Sécession
Batailles
Raid de Wilson
- Ebenezer Church
- Selma
- West Point
- Columbus

La bataille de West Point est une bataille de la guerre de Sécession qui a eu lieu le 16 avril 1865 à West Point, en Géorgie, lors du raid vers le sud du général James H. Wilson. Elle se déroula plus précisément au Fort Tyler, sept jours après que le général confédéré Robert Lee ai capitulé face au général de l'Union Ulysses S. Grant, et deux jours après l'assassinat du président Abraham Lincoln, faisant d'elle une des dernières batailles de la guerre à l'est du Mississippi, et de Fort Tyler le dernier fort capturé par l'Union. Le même jour à 50 kilomètres au sud se déroulait la bataille de Columbus par une autre division de cavaliers de Wilson.